# Kristina Nya Glaffey
Kristina Nya Glaffey (født 1979 i Frederiksværk) er en dansk forfatter, færdiguddannet fra Forfatterskolen 2005. Hun er medredaktør på tidsskriftet Banana Split.

## Udgivelser
- Padder og Krybdyr, Gyldendal, 2012
- Lykkejægere, Gyldendal, 2008 (Kortprosa)
- Mor og busser
- Mor og busser skal skilles